# Кхамнунг Кікой Луонбі

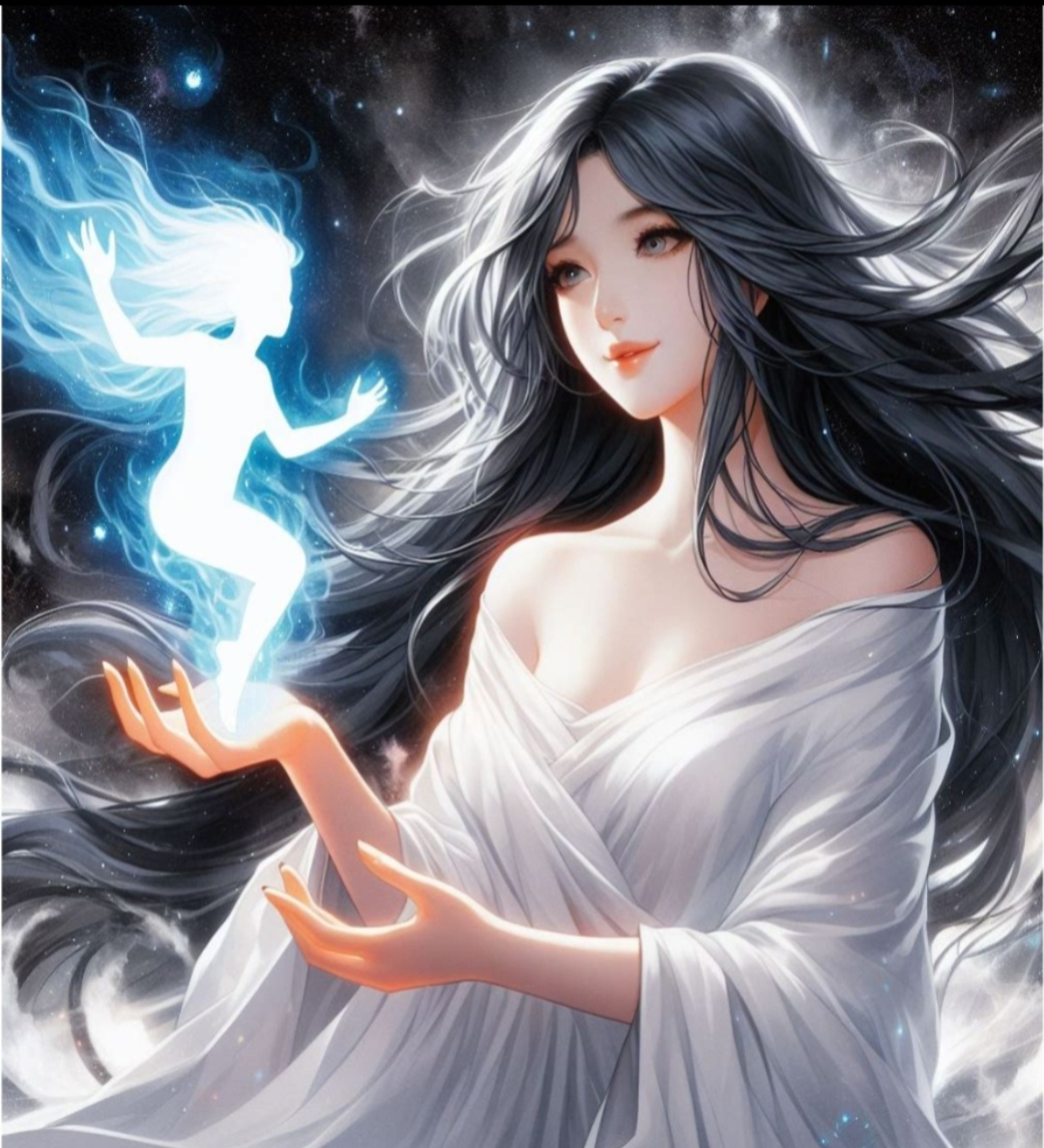
Кхамнунг Кікой Луонбі

Кхамнунг Кікой Луонбі — первісна богиня в міфології та релігії Мейтей, яка є божественним жіночим уособленням смерті.

## Міфологія
Кікой Луонбі несе душі людей у підземний світ, коли закінчився відведений їм на життя час. Якщо якась душа не бажає супроводжувати її, то вона або послужить фальшивим магічним плодом, щоб погодитися з її поведінкою, або перетвориться на найдорожче для душі, особливо матері, людини, і переконає душу. У будь-який спосіб вона принесе душі померлих людей у потойбіччя. Її чоловік Тонгалель - бог смерті і правитель підземного світу. У міфології зазначено, що вона створена із самого тіла Салайлен Сідаби, Верховної Істоти.

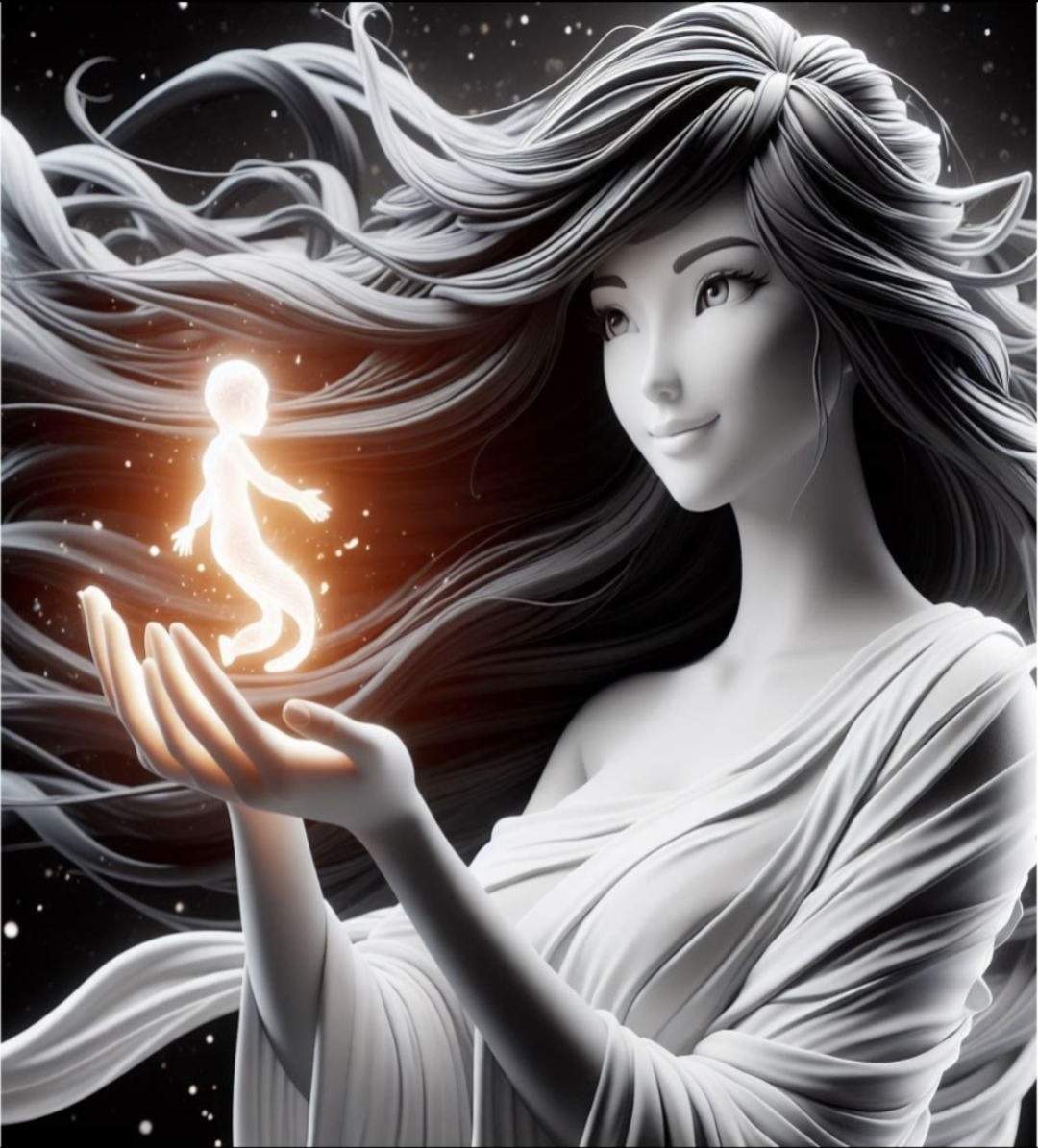
Кхамнунг Кікой Луонбі